# Wurtzit
Wurtzit, auch als Beta-Zinksulfid (β-ZnS) bezeichnet, ist ein eher selten vorkommendes Mineral aus der Mineralklasse der „Sulfide und Sulfosalze“. Es kristallisiert im hexagonalen Kristallsystem und ist die metastabile Hochtemperatur-Modifikation des kubischen Sphalerits. Wurtzit bildet meist radialstrahlige Aggregate aus nadelförmigen Kristallen oder pyramidale Einkristalle (seltener auch tafelförmig) mit schwarzer bis braunroter Farbe.

## Etymologie und Geschichte

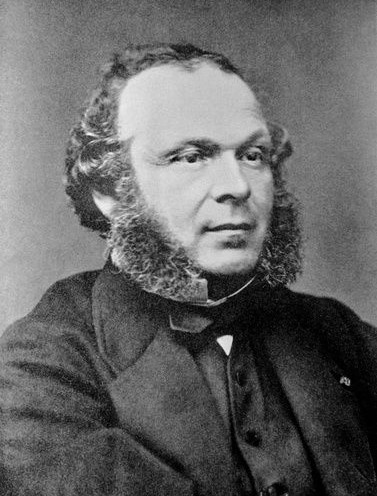
Charles Adolphe Wurtz, ca. 1870

Die Erstbeschreibung des Wurtzits stammt von dem französischen Chemiker und Mineralogen Charles Friedel (1832–1899) aus dem Jahr 1861. Er benannte das Mineral nach seinem Lehrer Charles Adolphe Wurtz (1817–1884), in Anerkennung dessen wissenschaftlicher Verdienste. Die von Friedel untersuchten Proben wurden in der San José Mine nahe der Stadt Oruro in den bolivianischen Anden gefunden, die bis in das 20. Jahrhundert ein bedeutender Bergbauort war, vor allem durch den Abbau von Zinn. Oruro ist noch heute die Typlokalität des Wurtzits.
Seit der Gründung der International Mineralogical Association ist Wurtzit der international anerkannte Mineralname für das hexagonal kristallisierende Zinksulfid beziehungsweise β-ZnS.

## Klassifikation
In der veralteten 8. Auflage der Mineralsystematik nach Strunz gehörte der Wurtzit zur Mineralklasse der „Sulfide und Sulfosalze“ und dort zur Abteilung „Sulfide mit M : S = 1 : 1“, wo er gemeinsam mit Cadmoselit, Greenockit und Rhodostannit in der „Wurtzit-Reihe“ mit der Systemnummer II/B.06 steht.
In der zuletzt 2018 überarbeiteten Lapis-Systematik nach Stefan Weiß, die formal auf der alten Systematik von Karl Hugo Strunz in der 8. Auflage basiert, erhielt das Mineral die System- und Mineralnummer II/C.13-010. Dies entspricht der Klasse der „Sulfide und Sulfosalze“ und dort der Abteilung „Sulfide mit dem Stoffmengenverhältnis Metall : S,Se,Te ≈ 1 : 1“, wo Wurtzit zusammen mit Buseckit, Cadmoselit, Greenockit und Rambergit eine unbenannte Gruppe mit der Systemnummer II/C.13 bildet.
Die von der International Mineralogical Association (IMA) zuletzt 2009 aktualisierte 9. Auflage der Strunz’schen Mineralsystematik ordnet den Wurtzit in die Klasse der „Sulfide und Sulfosalze (Sulfide, Selenide, Telluride, Arsenide, Antimonide, Bismutide, Sulfarsenide, Sulfantimonide, Sulfbismutide)“ und dort in die Abteilung „Metallsulfide, M : S = 1 : 1 (und ähnliche)“ ein. Hier ist das Mineral in der Unterabteilung „mit Zink (Zn), Eisen (Fe), Kupfer (Cu), Silber (Ag) usw.“ zu finden, wo es zusammen mit Cadmoselit, Greenockit und Rambergit die „Wurtzitgruppe“ mit der Systemnummer 2.CB.45 bildet.
In der vorwiegend im englischen Sprachraum gebräuchlichen Systematik der Minerale nach Dana hat Wurtzit die System- und Mineralnummer 02.08.07.01. Das entspricht der Klasse der „Sulfide und Sulfosalze“ und dort der Abteilung „Sulfidminerale“. Hier findet er sich innerhalb der Unterabteilung „Sulfide – einschließlich Seleniden und Telluriden – mit der Zusammensetzung AmBnXp, mit (m+n):p=1:1“ in der „Wurtzitgruppe (Hexagonal: P63mc)“, in der auch Greenockit, Cadmoselit und Rambergit eingeordnet sind.

## Kristallstruktur
| Wurtzit-Struktur                 |                             |
| Kristallsystem                   | hexagonal                   |
| Raumgruppe                       | P63mc                       |
| Gitterparameter (Elementarzelle) | a (= b) = 3,82 Å c = 6,26 Å |
| Zahl (Z) der Formeleinheiten     | Z = 2                       |

Wurtzit kristallisiert im hexagonalen Kristallsystem in der Raumgruppe P63mc (Raumgruppen-Nr. 186) mit den Gitterparametern a = 3,82 Å und c = 6,26 Å sowie zwei Formeleinheiten pro Elementarzelle; (Pearson-Symbol hP4, Strukturbericht-Bezeichnung B4). Der Aufbau der Kristallstruktur lässt sich von der des Lonsdaleit, des hexagonalen Diamanten, ableiten. Dies steht in Analogie zur Zinkblende-Struktur des Sphalerit, die sich vom normalen kubischen Diamanten ableiten lässt.
Die nach ihm benannte „Wurtzit-Struktur“ besteht aus einer hexagonal dichtesten Kugelpackung (Stapelfolge … ABAB … in Richtung der kristallographischen c-Achse) aus Schwefelatomen, deren Tetraederlücken zur Hälfte mit Zinkatomen besetzt sind. Da es in einer dichtesten Kugelpackung doppelt so viele Tetraederlücken wie Packungsteilchen (in diesem Fall Schwefel) gibt und nur jede zweite Lücke mit Zink besetzt ist, ergibt sich ein Schwefel-Zink-Verhältnis von 1:1 und damit die chemische Formel ZnS.
Die Struktur des Wurtzits kann auch umgekehrt beschrieben werden, d. h., die Zinkatome bilden die hexagonal dichteste Kugelpackung mit den Schwefelatomen in der Hälfte der Tetraederlücken, Schwefel und Zink bilden kommutative Teilgitter. Beide Atomsorten haben jeweils eine Koordinationszahl von 4, als Koordinationspolyeder ergibt sich in beiden Fällen ein unverzerrtes Tetraeder.
Mit Hilfe der Niggli-Schreibweise kann die Struktur wie folgt dargestellt werden:
{\displaystyle \mathrm {{}_{\infty }^{3}\lbrace [ZnS{}_{4/4}]\rbrace \!\,} }
Die Wurtzit-Struktur zählt zu den wichtigsten Kristallstrukturtypen, zahlreiche auch technisch wichtige Verbindungen kristallisieren isotyp zu Wurtzit (d. h. mit der gleichen Kristallstruktur), darunter Zinkoxid (ZnO), Cadmiumsulfid (CdS), Cadmiumselenid (CdSe), Galliumnitrid (GaN) und Silberiodid (Jodargyrit, AgI).
Die Wurtzit-Struktur steht in Konkurrenz zur kubischen Zinkblende-Struktur, was für die Halbleiter-Physik wichtig ist: So kristallisiert z. B. das System Galliumarsenid (GaAs) im Gegensatz zu Galliumnitrid (GaN) nicht in der hexagonalen Wurtzit-Struktur, sondern in der Zinkblende-Struktur.

## Eigenschaften
Beim Erhitzen mit Sauerstoff (Rösten) zerfällt Wurtzit ebenso wie Sphalerit zu Zinkoxid. Dieser Zerfall wurde früher unter anderem zum qualitativen Zinknachweis verwendet: Auf Kohle vor dem Lötrohr scheidet sich sublimiertes Zinkoxid ab. Dieses ist im heißen Zustand zitronengelb (siehe auch Zinksuboxide) und nimmt erst im abgekühlten Zustand die typisch weiße Farbe des Zinkoxides an.

### Morphologie
Wurtzit tritt häufig als radialstrahlige Aggregate aus mehreren nadel- bis säulenförmigen Kristallen zusammen mit Sphalerit in der sogenannten Schalenblende auf. Die Wurtzit-Aggregate ähneln dabei in ihrer Form denen von Stibnit (Sb2S3). Seltener sind isolierte Einkristalle als meist unvollkommene Pyramiden ausgebildet. Die Form solcher Kristalle wird in der Mineralogie auch als hemimorph („halbgestaltig“) bezeichnet, da die beiden Enden des Kristalls sich in ihrem Erscheinungsbild stark unterscheiden (Basisfläche an der einen, Spitze der Pyramide an der anderen Seite). Sehr selten können auch tafelförmige Kristalle beobachtet werden, deren obere und untere Begrenzungsflächen parallel zur Pyramidenbasisfläche verlaufen, die Pyramidenflächen sind in diesem Fall nicht ausgebildet.

## Modifikationen und Varietäten

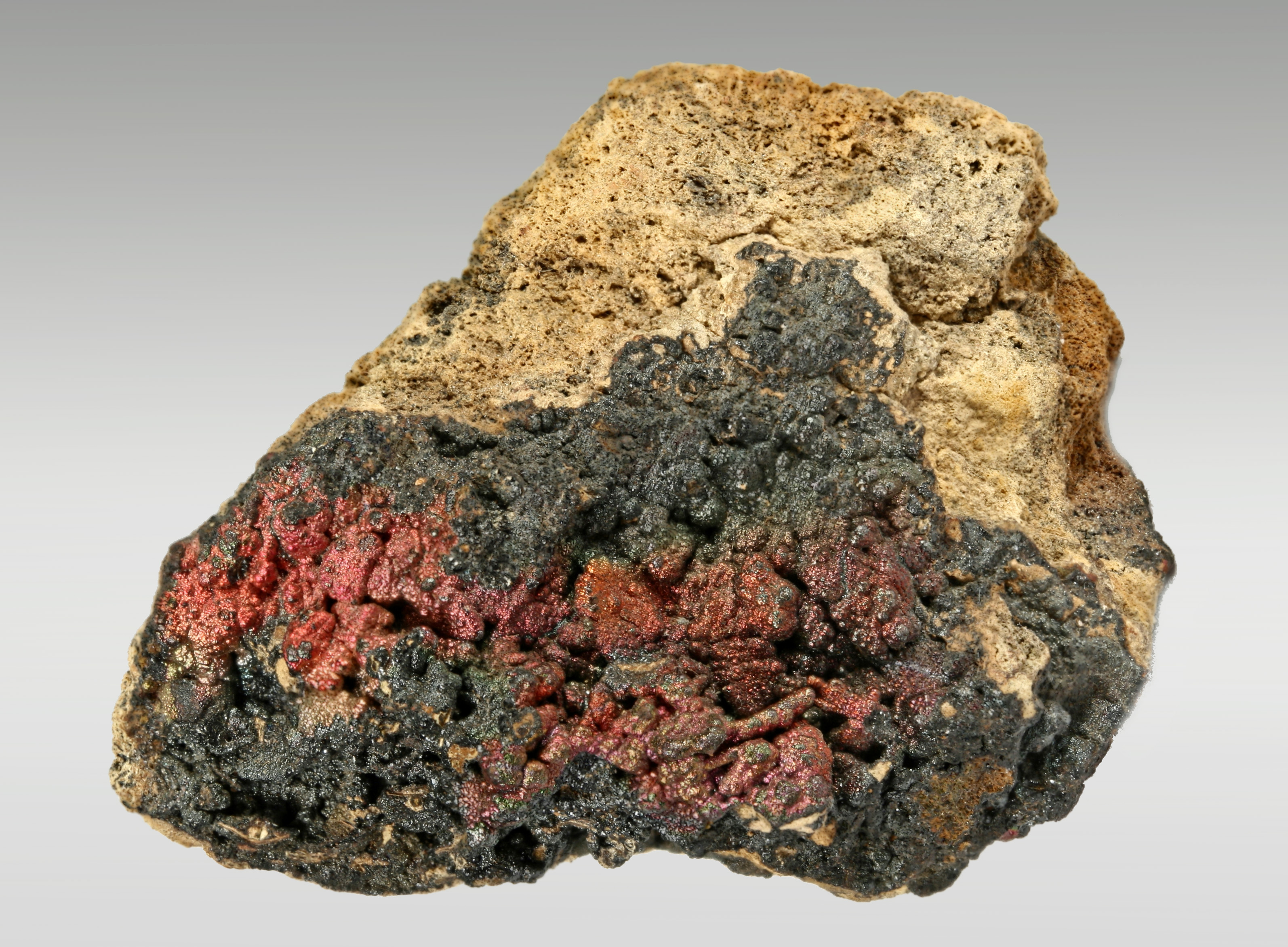
Voltzin aus Sterling Mine, Sterling Hill, Ogdensburg, Franklin Mining District, Sussex County (New Jersey), USA

Als Voltzin wird ein Gemenge aus Wurtzit und organischer Substanz bezeichnet.

## Bildung und Fundorte

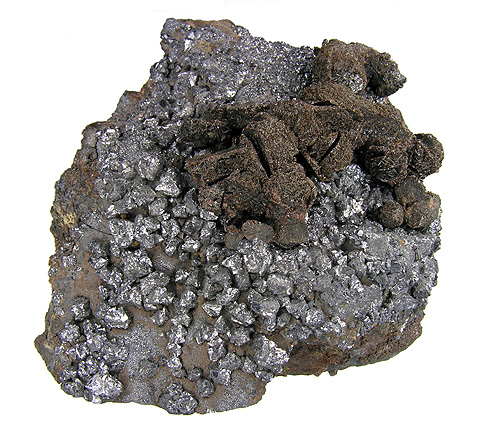
Wurtzit (braun) und Galenit (silbrig) aus Potosí, Bolivien (Größe 9,2 cm × 8,6 cm × 3,5 cm)

Wurtzit entsteht wie die meisten Sulfide in der Regel durch Fällung aus hydrothermalen Lösungen. Natürlich gebildeter Wurtzit enthält meist Spuren von Eisen, Mangan und Cadmium. Vor allem hohe Cadmium-Gehalte begünstigen die Bildung von Wurtzit gegenüber Sphalerit (α-ZnS). Begleitende Minerale (Paragenesen) von Wurtzit sind gewöhnlich Sphalerit und Galenit (PbS) sowie andere, häufig eisenreiche Sulfide und Disulfide wie Pyrit (FeS2), Markasit (FeS2) und Chalkopyrit (CuFeS2).
Insgesamt konnte Wurtzit bisher (Stand: 2011) an mehr als 300 Fundorten nachgewiesen werden. Außer an seiner Typlokalität „San José Mine“ nahe der Stadt Oruro trat das Mineral in Bolivien noch in den Minen bei Huanuni (Provinz Pantaleón Dalence), Callipampa (Provinz Poopó), Municipio Pazña und Municipio Poopó in Oruro; Provinz Ayopaya in Cochabamba; Berenguela in der Provinz Pacajes (La Paz) sowie bei Potosí und an mehreren Orten in der Provinz Antonio Quijarro, im Municipio Chayanta, in der Provinz Rafael Bustillo und der Provinz Sur Chichas im Departamento Potosí. In Bolivien wurden auch die bisher besten und größten Wurtzitkristalle mit bis zu vier Zentimetern Durchmesser (Animas) gefunden.
In Deutschland fand man Wurtzit am Hornbühl bei Waldkirch, in den Gruben „Silbereckle“ und „Michael“ bei Reichenbach (Lahr) und „Segen Gottes“ bei Wiesloch in Baden-Württemberg; bei Muglhof (Weiden in der Oberpfalz) in Bayern; bei Rachelshausen in Hessen; an mehreren Orten von Stolberg und Hellenthal sowie bei Wirtenbach und Marl-Hüls in Nordrhein-Westfalen; in der Grube „Einheit“ bei Elbingerode in Sachsen-Anhalt; an mehreren Orten im sächsischen Erzgebirge und in der thüringischen Gemeinde Niedersachswerfen.
In Österreich konnte das Mineral unter anderem in den Gruben „Rudolph“ und „Stephanie“ bei Bad Bleiberg, „Franz Josef“ bei Heiligengeist und „Max“ bei Kreuth in Kärnten; am Semmering-Pass in Niederösterreich sowie am Tschirgant und im Karwendelgebirge in Tirol nachgewiesen werden.
In der Schweiz fand sich Wurtzit bisher nur bei Biel/Bienne im Kanton Bern und der Grube Lengenbach im Binntal im Kanton Wallis.
Erwähnenswert aufgrund außergewöhnlicher Wurtzitfunde ist unter anderem auch Talnach (Talnakh) in Sibirien (Russland), wo gut entwickelte Kristalle von bis zu drei Zentimetern gefunden wurden.
Weitere Fundorte sind Afghanistan, Argentinien, Australien, Bulgarien, China, Frankreich, Griechenland, Kanada, Kasachstan, Kirgisistan, Indien, der Iran, Irland, Italien, Japan, Mexiko, Marokko, Namibia, die Niederlande, Peru, Polen, Portugal, Rumänien, Sambia, Schweden, Slowakei, Slowenien, Spanien, Südafrika, Tadschikistan, Tschechien, die Ukraine, Ungarn, das Vereinigte Königreich (Großbritannien) und die Vereinigten Staaten von Amerika (USA).
Auch in Gesteinsproben vom Mittelatlantischen Rücken, vom Roten Meer, der Bismarcksee und vom Ostpazifischen Rücken sowie außerhalb der Erde auf dem Mond, genauer in der Nähe der Luna-24-Landestelle im Mare Crisium, konnte Wurtzit nachgewiesen werden.